# Torymus pretiosus
Torymus pretiosus is een vliesvleugelig insect uit de familie Torymidae. De wetenschappelijke naam is voor het eerst geldig gepubliceerd in 1833 door Walker.